# Pyroraptor olympius
Пірораптор (лат. Pyroraptor — «викрадач вогню») — викопний рід паравієвих динозаврів, ймовірно, дромеозаврид або уненлагід, з пізньокрейдового іберо-арморського острова, що знаходився на території сучасної південної Франції та північної Іспанії. Він жив протягом пізнього кампану та раннього маастрихту, приблизно 83,5—70,6 млн років тому. Він відомий за єдиним частково збереженим зразком, знайденим у Провансі в 1992 році після лісової пожежі. Єдиний вид роду був названий Pyroraptor olympius французькими палеонтологами Ронаном Алленом і Філіпом Таке у 2000 році.

## Історія відкриття
Рештки першого зразка виявлені у 1992 році в місцевості Ла-Бушар у Провансі на півдні Франції. На основі решток французькими палеонтологами у 2000 році описано нові рід та вид динозавра. Родова назва Pyroraptor перекладається як «викрадач вогню», оскільки його залишки виявлені після лісової пожежі. Видова назва olympius походить від гори Мон-Олімпія, біля підніжжя якої були виявлені останки тварини.
Голотипний зразок, MNHN BO001, складається з кігтя другого пальця лівої лапи. Визначені паратипи включають аналогічний кіготь правої лапи, ліву другу плеснову кістку, ще один, повніший кіготь другого пальця ноги, праву ліктьову кістку (довга кістка передпліччя) та два зуби. Додатковий матеріал видобули з формації Віторія та групи Тремп, обидві в Іспанії, був віднесений до Pyroraptor, включаючи п'ять педальних пальців, один мануальний палець, шматок п'ясткової кістки, праву променеву кістку, спинний хребець і хвостовий хребець.
Деякі винайдені на північному сході Іспанії зуби були порівняні з зубами пірораптора, від чого було висунуто припущення, що пірораптор міг також мешкати в Іспанії. Однак, повторна оцінка цих зубів у 2022 році показала, що вони не можуть бути впевнено віднесені до пірораптора і можуть належати до зовсім іншого різновиду європейських дромеозаврів.

### Зв'язок з варіраптором
Знахідки решток дромеозаврів є рідкісними в Європі і, як правило, дають мало таксономічної інформації. Першими скам'янілостями дромаозавридів, знайденими у Франції, були рештки Variraptor mechinorum, описані Жаном Ле Люффом та Еріком Бюффето. Аллен і Таке вважали Variraptor mechinorum сумнівним таксоном на підставі того, що викопний матеріал виду був зібраний з місцезнаходжень, відмінних від місцезнаходження голотипу, і що винайдений матеріал не мав достатньої кількості характерних діагностичних ознак для того, щоб обґрунтувати створення нового виду. Однак, один з авторів, який назвав Variraptor — Жан Ле Льофф — вказує в розмові, що ті ж доводи можуть бути застосовані й до Pyroraptor olympius, оскільки рештки пірораптора демонструють точно такі ж проблеми.
У 2009 році в описі нових решток дромеозаврів, віднесених до Variraptor mechinorum, Форнфен Чантасіт та Ерік Буффето відповіли на претензії Алена і Таке, зазначивши, що оригінальний опис Variraptor mechinorum дуже чітко відрізняє голотип від будь-якого іншого матеріалу, і стверджують, що деякі з цих решток, безсумнівно, належать тій самій особині, окремо зазначаючи, що ситуація з пірораптором є доволі схожою. Однак, через фрагментарний характер решток пірораптора невідомо, чи належать вони одній особі. Ця підозра підтверджується дослідженням 2012 року, яке стверджує, що відомий матеріал пірораптора належить щонайменше двом різним особам.

Оскільки вони існували в той самий час і в тому самому місці, постає питання про можливість синонімії між Pyroraptor і Variraptor, але робиться висновок, що через недостатню кількість матеріалу ця можлива синонімія поки що не може бути перевірена, і потрібно більше скам'янілостей.

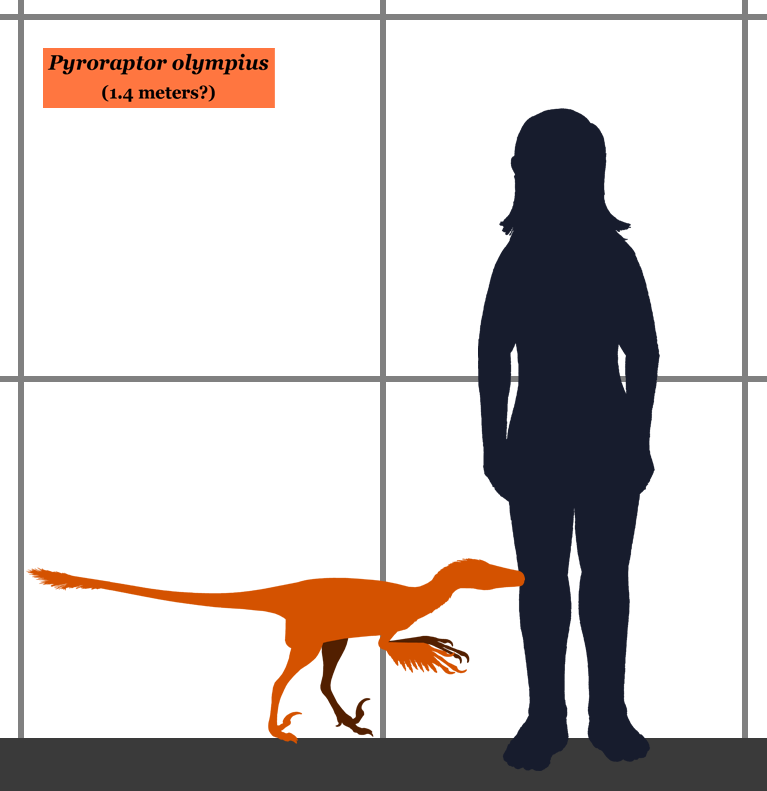
Порівняння розмірів динозавра з розмірами людини
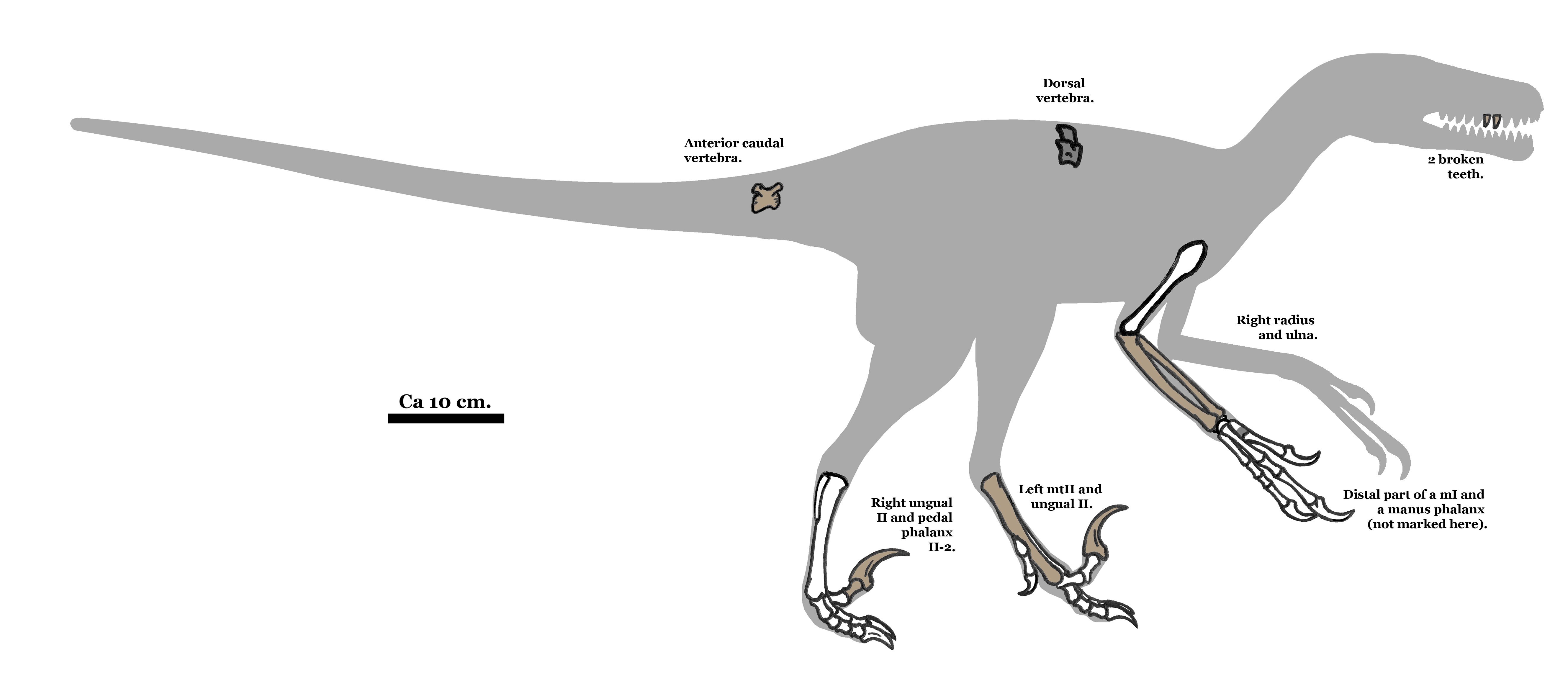
Відомі рештки динозавра

## Опис
Pyroraptor olympius був дромеозавром, невеликим птахоподібним хижим тероподом, який мав збільшені серпоподібні кігті на другому пальці кожної лапи. Ці кігті досягали 6,5 сантиметрів завдовжки. Як і в інших дромеозаврів, кігті могли використовуватися як зброя або як допоміжні засоби для лазіння. Два його відомі зуби сплющені та загнуті назад, а їхні задні краї мають більш дрібні зазубрини, ніж передні.
Як дромеозавр, пірораптор, ймовірно, мав добре розвинені передні кінцівки з вигнутими кігтями та, ймовірно, врівноважував тіло за допомогою довгого, тонкого хвоста. Пірораптор також був вкритий пір'ям, як і багато його родичів, таких як мікрораптор і сінорнітозавр.

## Палеоекологія
Pyroraptor olympius відомий з формації Argiles Rutilantes на території сучасної південної Франції. У пізній Крейді це була частина острівного масиву, відомого як Іберо-Арморика, що утворився на території сучасної південної Франції та північної Іспанії в океані Тетіс.
У той час пірораптор міг співіснувати разом з різноманітними видами, такими як залмоксеси, рабдодони, ампелозаври, ліраінозаври, атсінганозаври, деякими неописаними титанозаврами, арковенаторами, тараскозаврами, струтіозаврами, варірапторами, гаргантюавісами, martinaves cruzyensis, птерозаврами, такими як аждархо та хацегоптерикс, крокодиломорфами Musturzabalsuchus, Massaliasuchus і Allodaposuchus, черепахами Dortoka та Helochelydridae, плацентарними желестовими, безхвостими палеобатраховими, амфісбеновими та/або ангуїдними плазунами, а також алетинофідними зміями.